# Alessandro Fantini
Alessandro Fantini (Fossacesia, Provincia de Chieti, 1 de enero de 1932 - Tréveris, Alemania, 5 de mayo de 1961) fue un ciclista italiano que fue profesional entre 1955 y 1961.
Era conocido por los apodos de Il tamburino di Fossacesia y Sandrino. Especialista en llegadas al esprint, consiguió 18 victorias a lo largo de su corta carrera deportiva. Sus éxitos más importantes los consiguió al Tour de Francia, con dos victorias de etapa, y al Giro de Italia, con siete etapas ganadas y vistiendo la maglia rosa durante nueve etapas.
Una desafortunada caída durante la llegada de la 6a etapa de la Vuelta en Alemania de 1961, en Tréveris, le provocó la muerte.

## Palmarés
- 1954
  - Vencedor de 3 etapas  en el Giro de Puglia y Lucania
- 1955
  - Vencedor de una etapa en el Tour de Francia
  - Vencedor de 2 etapas en el Giro de Italia
- 1956
  - Vencedor de una etapa en el Tour de Francia
  - Vencedor de 2 etapas en el Giro de Italia
- 1957
  - Vencedor de 2 etapas en el Giro de Italia
  - Vencedor de una etapa en el Gran Premio Ciclomotoristico
- 1958
  - 1º en Giulianova Lido
- 1959
  - Vencedor de una etapa en el Giro de Italia
- 1960
  - 1º en la Milán-Vignola
  - Vencedor de 2 etapas en la Vuelta a Alemania
- 1961
  - Vencedor de una etapa en la Vuelta a Alemania

## Resultados en Grandes Vueltas
| Carrera         | 1955         | 1956  | 1957 | 1958 | 1959         | 1960 |
| --------------- | ------------ | ----- | ---- | ---- | ------------ | ---- |
| Giro de Italia  | decimoquinto | sexto | 21º  | 47.º | decimonoveno | 58.º |
| Tour de Francia | 25º          | 48.º  | -    | -    | -            | -    |
| Vuelta a España | -            | -     | -    | -    | Ab.          | -    |